# Le Soleil de minuit (film, 1943)
Pour les articles homonymes, voir Le Soleil de minuit.
Pour plus de détails, voir Fiche technique et Distribution.
Le Soleil de minuit est un film français de Bernard Roland sorti en 1943, d'après le roman Le Soleil de minuit de Pierre Benoit.

## Fiche technique
- Titre : Le Soleil de minuit
- Réalisation : Bernard Roland
- Scénario : Pierre Léaud d'après le roman de Pierre Benoit
- Dialogue : Charles Exbrayat
- Décors : Robert Dumesnil
- Photographie : Jean Bachelet
- Musique : Georges van Parys
- Montage : Charlotte Guilbert
- Société de production : Société Universelle de Films
- Pays de production :  France
- Format : Son mono - Noir et blanc - 35 mm  - 1,37:1
- Genre : Mélodrame
- Durée : 88 minutes
- Date de sortie : 
  - France : 30 juin 1943[1]

## Distribution
- Jules Berry : Forestier
- Josseline Gaël : La princesse Armide Irénieff
- Saturnin Fabre : Ireniev
- Sessue Hayakawa : Matsui
- Aimé Clariond : Grégor
- Marcel Vallée : Ivan Barinov
- Alexandre Rignault : Tchérensky
- Léon Belières : Le directeur de l'usine
- Camille Bert : Dumanoir
- Georges Péclet : Le capitaine Karovine
- Jean Morel : Schmidt
- André Carnège : Kouratov
- Georges Paulais : Kramer
- Léonce Corne : Le patron du Soleil de minuit
- Henri Charrett : Un ingénieur
- Marinette Frankel : Katia
- Ky Duyen : Le japonais